# Aristolochia rigida
Aristolochia rigida är en piprankeväxtart som beskrevs av Pierre Étienne Simon Duchartre. Aristolochia rigida ingår i släktet piprankor, och familjen piprankeväxter. Inga underarter finns listade i Catalogue of Life.